# Episodi di Santa Clarita Diet (terza stagione)
La terza e ultima stagione della serie televisiva Santa Clarita Diet, composta da 10 episodi, è stata interamente pubblicata dal servizio di video on demand Netflix, il 29 marzo 2019, in tutti i territori in cui il servizio è disponibile.
| nº | Titolo originale                     | Titolo italiano                        | Pubblicazione |
| -- | ------------------------------------ | -------------------------------------- | ------------- |
| 1  | Wuffenloaf                           | Wuffenloa                              | 29 marzo 2019 |
| 2  | Knighttime                           | Arrivano i cavalieri!                  | 29 marzo 2019 |
| 3  | We Let People Die Every Day          | Ogni giorno la gente muore             | 29 marzo 2019 |
| 4  | More of a Cat Person                 | Un amante dei gatti                    | 29 marzo 2019 |
| 5  | Belle and Sebastian Protect the Head | Belle e Sebastien                      | 29 marzo 2019 |
| 6  | The Chicken and the Pear             | Il pollo e la pera                     | 29 marzo 2019 |
| 7  | A Specific Form of Recklessness      | Una forma specifica di sconsideratezza | 29 marzo 2019 |
| 8  | Forever!                             | Per sempre!                            | 29 marzo 2019 |
| 9  | Zombody                              | Zo...ggetto                            | 29 marzo 2019 |
| 10 | The Cult of Sheila                   | La setta di Sheila                     | 29 marzo 2019 |